# Småtjärnarna (Los socken, Hälsingland, 685487-144401)
Småtjärnarna är en sjö i Ljusdals kommun i Hälsingland och ingår i Ljusnans huvudavrinningsområde.